# Dan Mitrione
Daniel Anthony Mitrione (Italia, 4 de agosto de 1920 - Montevideo, 10 de agosto de 1970) fue un agente del FBI que actuó como asesor de seguridad de los Estados Unidos en América Latina. 

## Biografía
Dan Mitrione fue oficial de policía en Richmond, Indiana de 1945 a 1947 y se unió al FBI en 1959. En 1960 fue asignado al departamento de cooperación y administración internacional (International Cooperation Administration), yendo a países sudamericanos para enseñar "técnicas avanzadas de contrainsurgencia". A.J. Langguth, jefe de la oficina del New York Times en Saigón, declaró que Mitrione fue enviado a Brasil a enseñar a la policía técnicas de tortura con electroshocks de manera que los detenidos no murieran en el proceso. Langguth también declaró que antiguos oficiales de policía eran reemplazados cuando la CIA y los enviados de Estados Unidos recurrían a medidas y hombres más duros y severos y que, bajo la dirección de Mitrione, el programa de seguridad pública de Estados Unidos en Uruguay "introdujo un sistema de tarjetas de identificación nacional como en Brasil y la tortura se volvió una rutina en la jefatura de policía de Montevideo".
De 1960 a 1967 trabajó con la policía brasileña, primero en Belo Horizonte y después en Río de Janeiro. Regresó a Estados Unidos en 1967 para compartir sus experiencias y educar en combate para combatir guerrillas en la Agencia para el Desarrollo Internacional (United States Agency for International Development) en Washington. El guionista Franco Solinas, miembro del Partido comunista italiano, declaró que Dan Mitrione estuvo en República Dominicana después de la intervención de Estados Unidos en 1965.

### Accionar en Uruguay
En 1969 fue destinado a Uruguay para trabajar en la Agencia para el Desarrollo Internacional para asesorar y apoyar a la seguridad pública de Uruguay. En ese momento el gobierno era presidido por Jorge Pacheco Areco. El país vivía un clima de agitación social en el marco de un pronunciado deterioro económico. Desde Washington se temía una posible victoria de izquierda en las elecciones de noviembre de 1971. La Oficina de Seguridad Pública de los Estados Unidos ya estaba colaborando con la policía uruguaya desde 1965, suministrando armas y entrenamiento. Se dice que ya se venía practicando la tortura desde esa época, aunque se supone que Mitrione habría sido el primero en hacer de la tortura una rutina en Uruguay. Se dice que dijo una vez: «El dolor exacto en el lugar exacto en la cantidad exacta para lograr el efecto deseado».
Oficiales de policía uruguayos retirados y agentes de la CIA declararon que Mitrione enseñó a torturar a la policía uruguaya en el sótano de su propia casa en Montevideo, incluyendo el uso de choque eléctrico en los genitales de la víctima. También ayudó a entrenar agentes de policía extranjeros en los Estados Unidos en el contexto de la Guerra Fría. Se dice que recurrió a personas sin hogar para sus entrenamientos, que aparentemente eran ejecutados una vez que habían servido a sus propósitos.
Un testimonio de su siniestra actividad se tiene en el libro Pasaporte 11333. Uruguay. Ocho años con la CIA, del agente cubano Manuel Hevia Cosculluela (Ed. Ciencias Sociales, La Habana, 1983): “El nuevo asesor –escribió– se reservaba como tarea principal el adiestramiento de ciertos oficiales y policías en la técnica de interrogatorios a detenidos políticos". Por Cantrell (otro miembro de la CIA) "sabía que esa había sido su principal actividad en Brasil. (...) Habíamos obtenido una casa en Malvín, la cual reunía los requisitos mínimos: sótano adaptable a modo de pequeño anfiteatro, provisto de aislantes a prueba de sonidos, garaje con puerta interior a la residencia y vecinos distantes. A partir de ese momento, Mitrione comenzó a transformarse hasta convertirse en un perfeccionista que lo verificaría todo personalmente. (...) El curso especial se realizó por grupos de no más de una docena de alumnos. El primero se constituyó con antiguos agentes de reconocido crédito, adscritos a la Dirección de Información e Inteligencia. Para el segundo se seleccionaron oficiales graduados de la Academia de Policía de Washington y asimismo se reservaron cuatro plazas para las jefaturas de Cerro Largo, Maldonado, Rivera y Salto. 
(...) Las clases comenzaron insinuantes: anatomía y descripción del funcionamiento del sistema nervioso humano, psicología del prófugo y psicología del detenido, profilaxis social –nunca llegué a saber en qué consistía y la consideró un elegante eufemismo para evitar otra denominación más severa– etc. Pronto las cosas tomaron un giro desagradable. Como sujetos de las primeras pruebas se dispuso de tres pordioseros conocidos en el Uruguay como bichicomes, habitantes de los suburbios de Montevideo así como de una mujer, aparentemente de la zona fronteriza con Brasil. No hubo interrogatorio, sino una demostración de los efectos de diversos voltajes en las partes del cuerpo humano, así como el empleo de un vomitivo –no sé por qué ni para qué– y otra substancia química. Los cuatro murieron. (...) Lo que ocurría en cada clase era de por sí repulsivo. Lo que le daba un aire de irrealidad, de particular horror era la fría y pausada eficiencia de Mitrione; su vocación docente, su atención a los detalles, lo exacto de sus movimientos, el aseo e higiene que exigía a todos, tal si estuvieran en una sala de cirugía de un moderno hospital. (...) 
Mitrione consideraba el interrogatorio un arte complejo. Primero debía ejecutarse el período de ablandamiento, con los golpes y vejámenes usuales. Nada de preguntas, sólo golpes e insultos. Después golpes en silencio exclusivamente. Sólo después de esto el interrogatorio. Aquí no debía producirse otro dolor que el causado por el instrumento que se utilizara. (...) Durante la sesión debía evitarse que el sujeto perdiera toda esperanza de vida, pues ello podría llevarlo al empecinamiento. Luego me expresaba como al recibirse un sujeto, lo primero que se hacía era determinar su estado físico, su grado de resistencia mediante un exhaustivo examen médico, porque una muerte prematura significaba el fracaso del técnico. "Siempre hay que dejarles una esperanza, una remota luz" –decía– (...) "Esta es una guerra a muerte. Esa gente es mi enemiga. Este es un trabajo duro, alguien tiene que hacerlo, es necesario. Ya que me tocó a mí, voy a hacerlo a la perfección. Si fuera boxeador, trataría de ser campeón del mundo, pero no lo soy. No obstante en esta profesión, mi profesión, soy el mejor". 
Mitrione era entonces un torturador experto, enviado clandestinamente por la CIA a Uruguay y con el aparente desconocimiento de las autoridades nacionales y las principales figuras políticas.

### Muerte
En el marco de un aumento de las tensiones en Uruguay y del uso de la tortura, el 31 de julio de 1970 los Tupamaros secuestraron a Mitrione y al cónsul brasileño Aloysio Días Gomide. Nathan Rosenfeld y Michael Gordon Jones, agregado cultural y segundo secretario de la Embajada de EE. UU., a quienes también secuestraron, lograron escapar. 
El 2 de agosto, a través del Comunicado N.º 4, el MLN-T reclamó la libertad de todos los presos por sedición (a los que calificaba de presos políticos) que llegaban a unos 150 (incluidas 30 mujeres) y la posibilidad de salir para México, Perú o Argelia, a cambio de la libertad de los secuestrados. El gobierno uruguayo, con apoyo de los Estados Unidos, se rehusó. El Ministerio del Interior emitió un comunicado rechazando la propuesta de canje.
El 5 de agosto el MLN-T emitió un nuevo comunicado en el que fijó la noche del 7 de agosto para realizar el canje ofrecido y amenazó que, pasado ese plazo, estaba dispuesto a "hacer justicia". El presidente Pacheco Areco declaró que no negociaría el canje ofrecido.
El 7 de agosto de 1970 secuestraron a Claude L. Fly, funcionario norteamericano contratado por el Ministerio de Ganadería y Agricultura. Los tupamaros interrogaron a Mitrione sobre su pasado y la intervención de los Estados Unidos en asuntos latinoamericanos. 
El 8 de agosto el MLN-T envió su comunicado N.º 9 a varios medios de prensa: "Hoy a las 12 será ejecutado Dan Anthony Mitrione". Ni una palabra de Aloysio Días Gomide ni de Claude Fly. El mismo día Fly hizo llegar una carta a los medios, dirigida a su esposa y publicada al día siguiente, en la que daba tranquilidad a sus familiares. Todo parecía indicar que las horas de Mitrione estaban contadas. Las vidas de Días Gomide, por quien se había pedido un rescate, y de Fly, parecían no correr peligro. Los hechos posteriores confirmaron las presunciones.
A eso de las 21 y 30 horas del 9 de agosto Mitrione fue sacado de su prisión en la avenida Centenario 4115 (actualmente Dámaso Antonio Larrañaga 4115) a bordo de un vehículo. En el trayecto le dispararon cuatro balazos. A las 4 y 30 horas de la madrugada de ese mismo día fue hallado su cadáver. En el cruce de las calles Lucas Moreno y Francisco Lasala en el barrio La Unión de Montevideo, un patrullero que efectuaba rastrillajes encontró estacionado en una zona oscura un automóvil marca Buick modelo 1948, denunciado como robado. En el asiento trasero, con los ojos vendados, amordazado y con varios balazos, se encontraba el cuerpo del asesor de la policía. La sangre en la calle y la ausencia de casquillos indicaba que había sido asesinado en otro lugar y traspasado al Buick desde otro vehículo.
Apenas enterado de lo ocurrido, a primera hora de la mañana, el presidente Pacheco Areco decretó duelo nacional y convocó al Consejo de Ministros. Al mediodía fue citada en forma urgente la Asamblea General la que, luego de varias horas de deliberación, declaró suspendidas las seguridades individuales por 79 votos en 100 presentes. El Poder Ejecutivo aprobó una extensa declaración pública firmada por el Consejo de Ministros que, en uno de sus párrafos principales, decía: «El Gobierno de la República Oriental del Uruguay frente al crimen infame que ha costado la vida a un ciudadano de un país tradicionalmente amigo (...) siente como propio y también del Uruguay, el inmenso dolor de los familiares y del pueblo de la víctima ajena totalmente a los problemas internos del país, y se inclina reverente y angustiado ante los restos mortales de ese héroe silencioso que actuando con la mayor dignidad en cometidos en pro de la pacífica convivencia entre hombres y naciones representó con honradez intachable al hermano país en el seno de nuestra patria».
Las repercusiones mundiales fueron de repulsa. El secretario de Prensa de la Casa Blanca, Ronald Ziegler, en una larga declaración, dijo que el pueblo norteamericano «se une al Presidente Nixon para condenar este crimen a sangre fría contra un ser humano indefenso. La dedicación de Mitrione a la causa del progreso pacífico en un mundo ordenado, permanece como ejemplo para los hombres libres». En términos similares se expresaron la Santa Sede y el secretario General de las Naciones Unidas, U Thant. En Francia el matutino parisino Le Figaro, bajo el título "El fin de una leyenda", escribió: «Sin duda el funcionario norteamericano Dan Mitrione, no era más que lo que llaman vulgarmente un gorila pagado por el FBI o la CIA. Pero no es menos cierto que ejecutándolo, los sediciosos se pasaron al otro campo y de oprimidos se convirtieron en opresores». Y el France Soir
estuvo de acuerdo: "Cometieron lo irreparable, su reputación de hidalgos quedó desde ahora manchada".
El cuerpo de Mitrione no tuvo velatorio en Uruguay. Trasladado unas horas a una empresa fúnebre, fue embarcado a las 17 y 35 en un Boeing 707 de la Fuerza Aérea estadounidense rumbo a Richmond. Lo acompañaron su esposa y sus nueve hijos. El féretro, envuelto en la bandera uruguaya y en la de Estados Unidos, fue llevado a pulso por Infantes de Marina al son de una marcha fúnebre. Previamente hubo una ceremonia de homenaje en la cual participaron algunos ministros, jefes militares, personal del cuerpo diplomático y el nuncio apostólico. Hicieron uso de la palabra el embajador norteamericano Charles Adair y, en nombre del gobierno, el ministro de Relaciones Exteriores Jorge Peirano Facio.
El episodio del secuestro, muerte y posterior traslado a EE. UU. de Mitrione fue reconstruido por el escritor uruguayo Fernando Butazzoni, quien en el año 2017 publicó la novela Una historia americana. Según se sabe, el libro es el resultado de una larga investigación en la que fueron entrevistados los autores del secuestro y un miembro del comando que ejecutó el crimen.
Días Gomide fue liberado el 21 de febrero de 1971 luego del pago de un rescate de 250 000 dólares estadounidenses. El 2 de marzo fue liberado Fly, luego de haber sufrido un ataque cardíaco.

### Vida personal
Mitrione estaba casado y tuvo nueve hijos. Su funeral tuvo amplia publicidad en la prensa estadounidense; al mismo asistieron, entre otros, el secretario de estado de Richard Nixon, William P. Rogers. Frank Sinatra y Jerry Lewis realizaron un concierto a beneficio de su familia en Richmond, Indiana. Si bien a su muerte fue caracterizado por Ziegler como un hombre "dedicado servicio a la causa del progreso en paz en un mundo ordenado perdurará como un ejemplo para los hombres libres" y como un "gran humanitario" por su hija Linda, la evidencia de sus actividades secretas aparecería más adelante, mayormente gracias al doble agente cubano Manuel Hevia Cosculluela. Uno de sus hijos, Dan Mitrione Jr., también ingresó al FBI y se involucraría en un escándalo de sobornos, contrabando y asesinato en una investigación de narcóticos conducida por el FBI, llamada Operation Airlift.